# Distretto di Gorgonzola
Il distretto di Gorgonzola era il nome di un distretto progettato dal governo giacobino della Repubblica Cisalpina nel dipartimento d'Olona. Come molti enti simili, non trovò piena applicazione a causa del caotico periodo rivoluzionario in cui fu ideato, e venne soppresso dopo solo un anno a causa di nuovi rivolgimenti politici.

## Storia
La Costituzione della Repubblica Cisalpina progettò un nuovo ordinamento degli enti locali lombardi, partendo dal presupposto di una nuova geografia basata su una razionalizzazione illuministica anziché sui retaggi di secoli di storia. La funzione dei distretti, che andavano a sostituire l'istituto plurisecolare della pieve, sarebbe divenuto quello di svolgere le più alte funzioni municipali nelle aree di notevole parcellizzazione comunale.
Nell'area orientale milanese, quella che era stata la Pieve di Gorgonzola venne sensibilmente ridotta, perdendo numerosi comuni nella sua porzione più vicina a Milano. Il distretto venne classificato col numero 7.
Definito dalla legge 6 germinale anno VI, l'ente non riuscì ad avere una vera applicazione, poiché pochi mesi dopo il golpe militare riversò il primo governo giacobino sostituendolo con uno più finalizzato ad ottenere risparmi per la guerra. Il distretto di Gorgonzola, ritenuto troppo piccolo, venne subito cancellato a favore di circoscrizioni più ampie.

## Territorio
Il territorio del distretto era così suddiviso:
| Comuni                                 |
| Comune di Gorgonzola                   |
| Comune di Bellinzago                   |
| Comune di Gessate                      |
| Comune di Inzago                       |
| Comune di Masate                       |
| Comune di Pozzolo Comune di Bisentrate |
| Comune di Trecella                     |